# Nienasycenie (album)
Nienasycenie – szósty album Anny Marii Jopek wydany w 2002.
Nagrania uzyskały certyfikat złotej płyty.

## Lista utworów
1. „Jeżeli kochasz, to nie pamiętaj mnie”
2. „Bo wcale nie trawa”
3. „Na dłoni”
4. „Nienasycenie”
5. „Małe dzieci po to są”
6. „I pozostanie tajemnicą”
7. „Licho”
8. „Nie wiem skąd to wiem”
9. „Manny gram”
10. „O co tyle milczenia”
11. „Droga na południe”
12. „Cichy wielbiciel”
13. „Juka”
14. „On wszystko o nas wie”

## Single
- „Na dłoni” (2002)
- „O co tyle milczenia” (2002)
- „I pozostanie tajemnicą” (2002)
- „Małe dzieci po to są” (2003)